# Spolna evforija
Spolna evforija (gender euphoria) opisuje zadovoljstvo, užitek ali olajšanje, ki ga občutijo transspolne osebe, ko se njihova izkušnja spola ujema z njihovo spolno identiteto. Spolna evforija se lahko pojavi na telesni ravni (občutek ujemanja svojega telesa in spola), na ravni spolnega izraza ali spolne identitete, ko se transspolna oseba počuti pristno, avtentično in udobno v ujemanju le-teh.
Spolna evforija je tesno povezana z duševnim zdravjem transspolnih in nebinarnih oseb ter se povezuje z občutki samozavesti, povečanim obvladovanjem stresa in izboljšano kakovostjo življenja
Izkušnje spolne evforije se lahko pojavijo v zunanjem, notranjem in/ali družbenem okolju in v splošnem veljajo za konglomerat pozitivnih čustev in subjektivnega dobrega počutja kot odziv na potrditev svojega spola. Zunanje oblike spolne evforije so pogosto povezane s potrditvijo spola s strani drugih ljudi.
Logar navaja, da spolna evforija "zajema prijetna čustva in občutke, ki se pojavijo takrat, ko se počutimo domače v svojem spolu oz. spolni identiteti ali takrat, ko sta naša spolna identiteta in spolni izraz na kakršenkoli način potrjena," V isti študiji ugotavlja tudi, "da so razlike med cisspolnimi in necisspolnimi udeleženkami_ci manjše, kot bi pričakovale_i," kar "prispeva k depatologizaciji in normalizaciji izkušenj transspolnih in spolno raznolikih oseb."

## Povezava s spolno disforijo
Spolna evforija je nasprotje spolne disforije. Disforija opisuje neprijeten občutek, ki ga doživlja transspolna oseba, ker se njen spolni izraz ali spolne značilnosti ne ujemajo z njeno spolno identiteto, ali ker jih kot take dojemajo drugi.
Medtem ko obstajajo empirične raziskave o spolni disforiji, zlasti v zvezi s pozitivnim vplivom spolno potrjujočega zdravstvenega varstva in politik, ki potrjujejo spol, je bila spolna evforija v preteklosti deležna veliko manj pozornosti. Izraz "spolna evforija“ se je v transspolnih in nebinarnih skupnostih uporabljal že leta 1976, vendar je do nedavnega ostal neraziskan v empiričnih analizah. Peščica kvalitativnih študij je poskušala dokumentirati izkušnje spolne evforije med transspolnimi in nebinarnimi osebami ter preučiti njeno vlogo na njihovo duševno zdravje. Ena od takšnih študij je pokazala, da se spolna evforija pogosto pojavi po dogodku, ki je za osebo spolno potrjujoč.
Transspolne osebe, ki iščejo medicinsko pomoč pri potrditvi svojega spola, lahko o svoji izkušnji govorijo selektivno, "največkrat v negativni luči stisk in bolečin, ki jih povzroča spolna disforija, saj jim to omogoča lažjo pridobitev diagnoze, ki /.../ nadalje omogoči medicinsko tranzicijo." Ker ima takšen poudarek na negativnih vidikih transspolne izkušnje s spodbujanjem pričakovanj negativnih čustvenih procesov hude posledice za transspolne osebe, "se ne smemo osredotočati zgolj na nasilje, ki ga doživljajo transspolni ljudje, ampak tudi na njihova vesela življenja," /.../ narativi o transspolnih življenjih pa bi morali "poudarjati spolno evforijo, ne le disforijo, tako kot tudi transspolno veselje, in ne samo tveganje za nasilje”.